# 磷礦翼龍屬
磷礦翼龍屬（學名：Phosphatodraco）意為「磷礦的龍」，是翼龍目翼手龍亞目神龍翼龍科的一屬，化石是在2000年發現於摩洛哥的胡里卜蓋市附近，年代為白堊紀晚期的馬斯垂克階晚期。

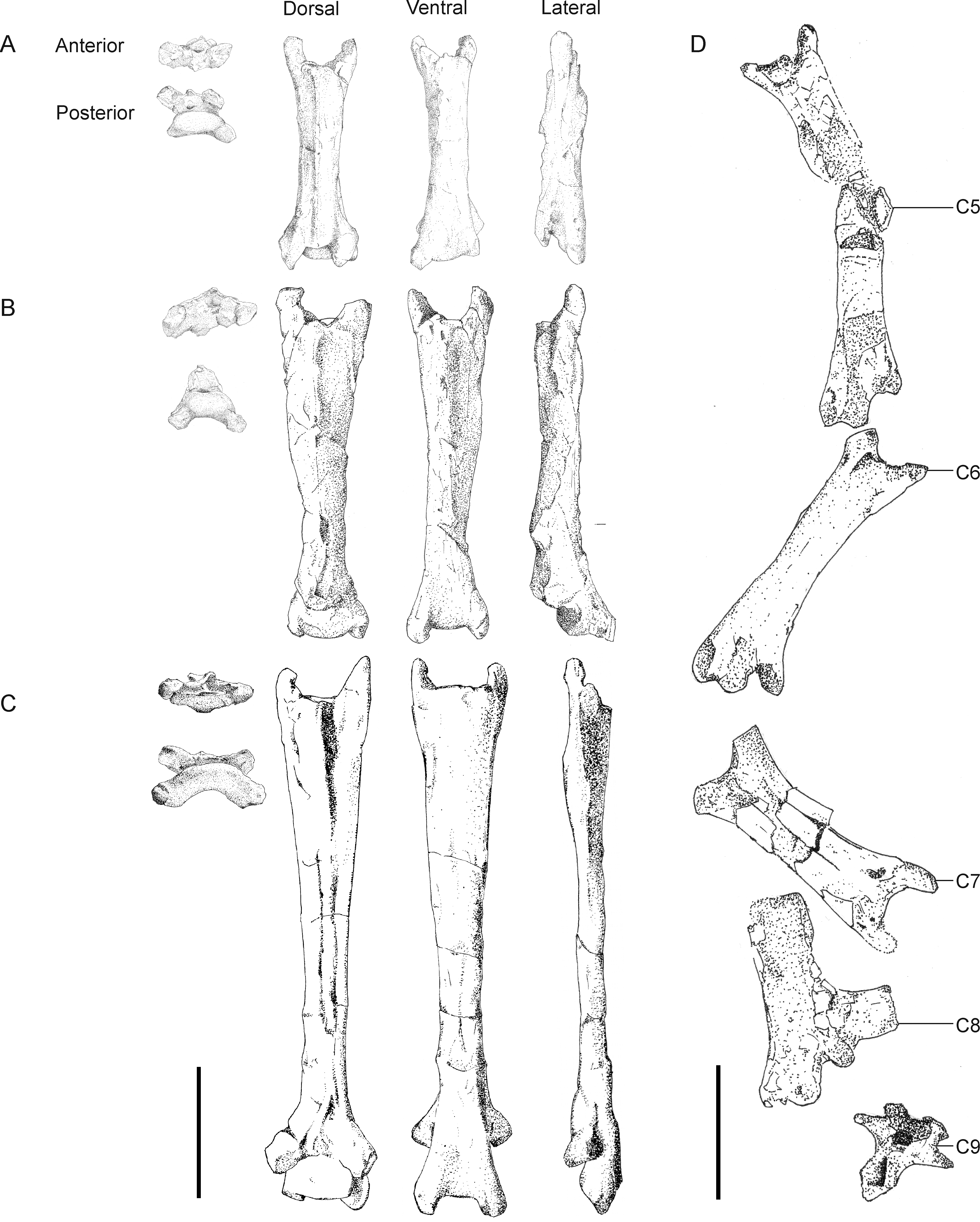
風神翼龍(左)與磷礦翼龍(右)的頸椎

正模標本（編號OCP DEK/GE 111）是五節頸椎，來自於第五到第九節頸椎，這些頸椎的關節脫落、遭到擠壓變形，還有一個不清楚部位的骨頭。最長的第五節頸椎長30公分。這隻磷礦翼龍的翼展約5公尺。磷礦翼龍的頸部後段的脊椎延長，在神龍翼龍科中相當特別；在神龍翼龍科中，磷礦翼龍也具有已知最完整的頸椎之一。磷礦翼龍是生存於白堊紀-第三紀滅絕事件前的翼龍類之一，同時也是第一種發現於北非的神龍翼龍科。模式種是茅利塔尼亞磷礦翼龍（P. mauritanicus），也是目前唯一的種。種名是以摩洛哥在羅馬帝國時期的古地名：茅利塔尼亞（Mauretania）為名。

## 外部連結
- Phophatodraco in The Pterosaur Database
- Phosphatodraco in The Pterosauria